# ウートガルザ・ロキ

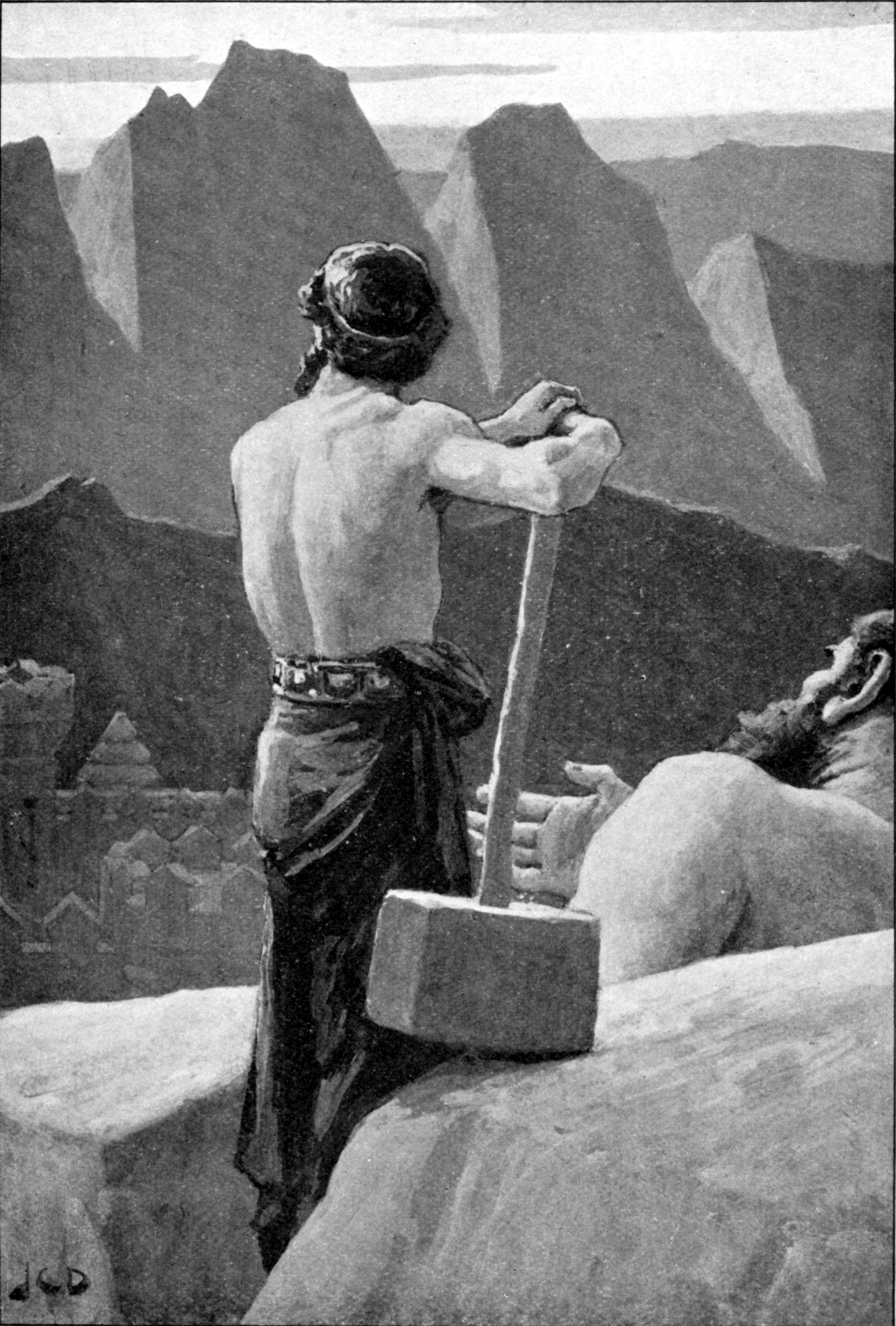
ウートガルザ・ロキがトールに、スクリューミルの頭と見せかけて山を殴打させたと説明する場面。

ウートガルザ・ロキ（古ノルド語：Utgarða Loki）は、北欧神話に登場する巨人の王。ウトガルザ・ロキ、ウトガルド・ロキ、ウトガルデロックとも。

## 『スノッリのエッダ』
ウートガルザ・ロキは『スノッリのエッダ』第一部『ギュルヴィたぶらかし』第46-47章に登場する。幻を操る術や奸智にたけた策を得意とする。
雷神トールがウートガルズを訪れた際は、まず変装してスクリューミルになり、遠方の山を自分の頭部だとトールに見誤らせてミョルニルで殴打させるなど、幻術でたぶらかした。
トールが、ロキ、従者のシャールヴィ、レスクヴァを連れて自分の城に訪ねてくると、さっそく技比べを申し出た。そして、ロギ（野火）、フギ（思考）、海に繋がった角杯、灰色の猫に変身させたヨルムンガンド、エリ（老い）を用いて、トール一行を打ち負かした。

## 『デンマーク人の事績』

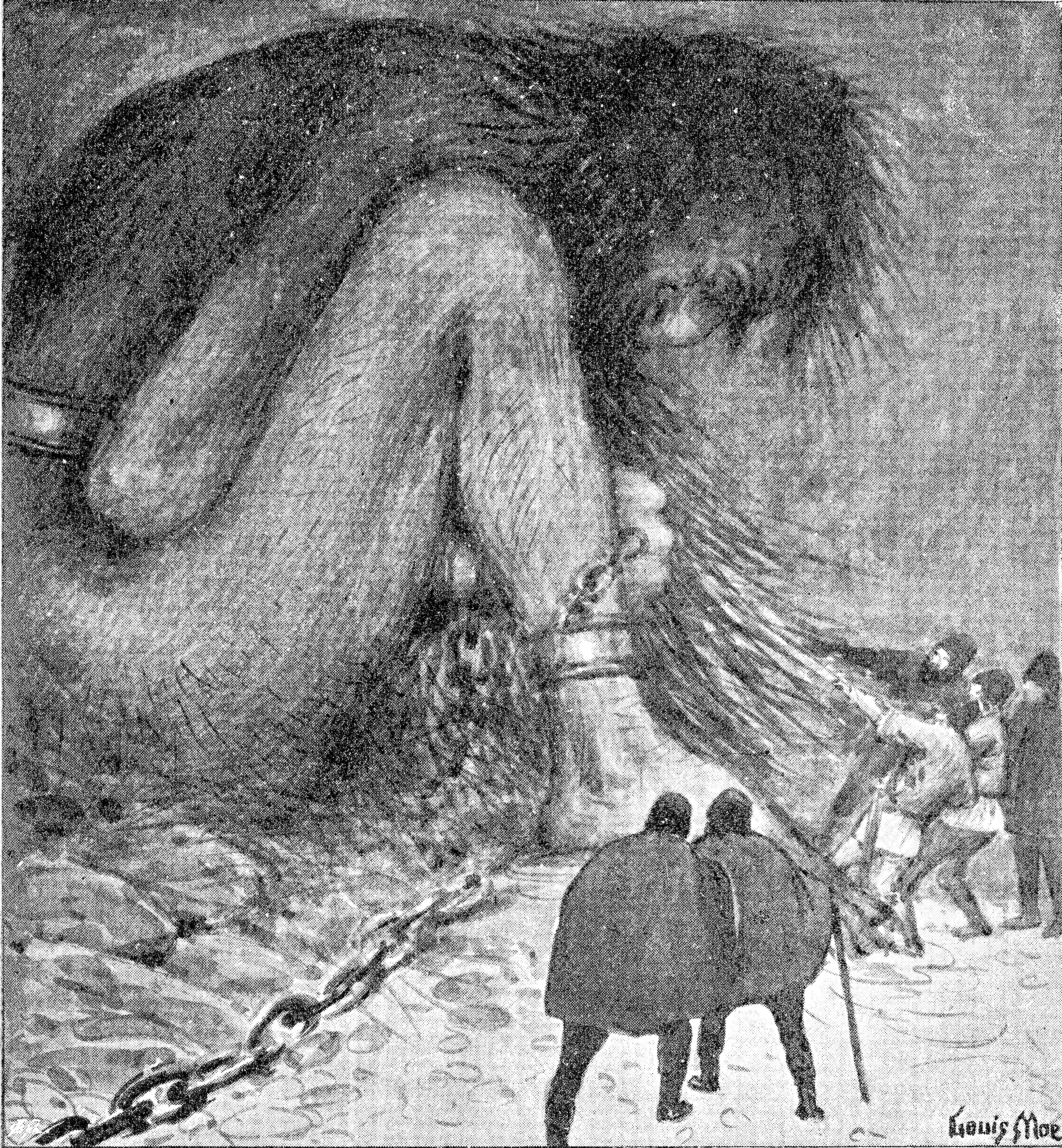
ウートガルティロキの部屋でのトルキル。Louis Moe によるイラスト。（1898年）

『デンマーク人の事績』には、異なる姿のウートガルザ・ロキ（ウートガルティロキ）が登場する。
デンマークのゴルモ王は、宝物を貯め込んだゲルートの館を訪問しようと、トルキルを案内役とした300人の船団で出発した。帰還に際し、嵐に見舞われて多くの乗員が餓死した。乗員たちは至高の神に祈り、さらに多くの神々にも祈ろうとした。そうした中でゴルモ王がウートガルティロキに犠牲を捧げて祈ったところ、天気の回復をみた（第八の書第14章）。
やがて、死後の魂の行く末に思い巡らすようになった老いたゴルモ王のもとに、トルキルへの敵意を抱く者たちが来た。彼らは、王の疑問を解決する最初の手段として、トルキルをウートガルティロキのもとに派遣して彼を慰めさせるべきだと話した。王の命令に従って出航したトルキルは、途中で出会った巨人たちから教わった通りに旅をし、洞窟の奥の暗く不潔な部屋にいるウートガルティロキを見つけた。彼は手足を重い鎖で拘束されていた。彼に会った証拠とすべく、トルキルは彼の髭を1本抜いたが、彼の毛髪同様に髭は異臭を放っていた。帰還したトルキルは、自分への中傷がやまない上に、王が夢の内容でトルキルを誤解し殺害しようとしていると知った。王が差し向けた刺客を出し抜いたトルキルは、王に会って旅の一部始終を説明した。ウートガルティロキの実情を知ったゴルモ王は恥辱のあまり死に、トルキルが取り出した証拠の髭の悪臭によって周囲の者たちの数名も死んだ（第八の書第15章）。